# وادي العنك
وادي العنك (بكسر العين) هو واد في تهامة غامدفي محافظة غامد الزنادمن روافد وادي قنونا، يمر بين العديد من الجبال أشهرها جبل الرمان، وجبل الخذوة.